# Mihai Bravu (Tulcea)
Pour les articles homonymes, voir Mihai Bravu.
Mihai Bravu est une commune roumaine située dans le județ de Tulcea.